# Přestanov
Přestanov (německy Priesten) je obec v okrese Ústí nad Labem v Ústeckém kraji. Ve vzdálenosti tři kilometry západně leží město Krupka, osm kilometrů jihozápadně Teplice  a deset kilometrů východně statutární město Ústí nad Labem. Žije zde 598 obyvatel.

## Historie
První písemná zmínka o vesnici pochází z roku 1348.
Na paměť bitvy u Chlumce a Přestanova, která se udála 29. až 30. srpna 1813, dal majitel zdejšího panství, hrabě Josef Westphalen z Fürstenbergu roku 1835 ostatky asi deseti tisíc padlých vojáků vložit do hromadného hrobu ve tvaru mohyly s čedičovým křížem, největšího na území Čech, který je situován v lese za ruským pomníkem (socha bohyně Niké s křídly, stojící na pomníku ruským vojákům, drží štít s datem 29. srpna 1813 uvedeným v latině). Do té doby byli padlí vojáci mnoha národností pochováni v polích v mělkých hrobech. Poddaní robotníci proto tyto polnosti odmítali obdělávat nebo na nich pást dobytek.
Přestanov byl až do roku 1980 samostatnou obcí, poté se stal osadou Chabařovic a spolu s nimi 1. ledna 1986 součástí Ústí nad Labem. Dne 24. listopadu 1990 se stal místní částí nově vzniklé obce Chlumec, která se taky oddělila od krajského města. Na základě místního referenda konaného v Přestanově 12. září 1992 se Přestanov k od 1. ledna 1993 oddělil od obce Chlumec a stal se opět samostatnou obcí.

## Obyvatelstvo
Při sčítání lidu v roce 1921 ve vsi žilo 312 obyvatel (z toho 148 mužů), z nichž bylo 54 Čechoslováků, 256 Němců a dva cizinci. Kromě jedenácti evangelíků a 33 lidí bez vyznání se hlásili k římskokatolické církvi. Podle sčítání lidu z roku 1930 měla vesnice 608 obyvatel: 190 Čechoslováků, 412 Němců, jednoho příslušníka jiné národnosti a pět cizinců. Většina byla římskými katolíky, ale žilo zde také 151 lidí bez vyznání, jedenáct evangelíků, jeden člen církve československé a tři příslušníci nezjišťovaných církví.
|           | 1869 | 1880 | 1890 | 1900 | 1910 | 1921 | 1930 | 1950 | 1961 | 1970 | 1980 | 1991 | 2001 | 2011 |
| --------- | ---- | ---- | ---- | ---- | ---- | ---- | ---- | ---- | ---- | ---- | ---- | ---- | ---- | ---- |
| Obyvatelé | 235  | 327  | 317  | 320  | 359  | 312  | 608  | 398  | 390  | 342  | 309  | 219  | 290  | 411  |
| Domy      | 38   | 44   | 45   | 48   | 50   | 51   | 84   | 85   | 81   | 78   | 77   | 76   | 83   | 100  |

## Pamětihodnosti

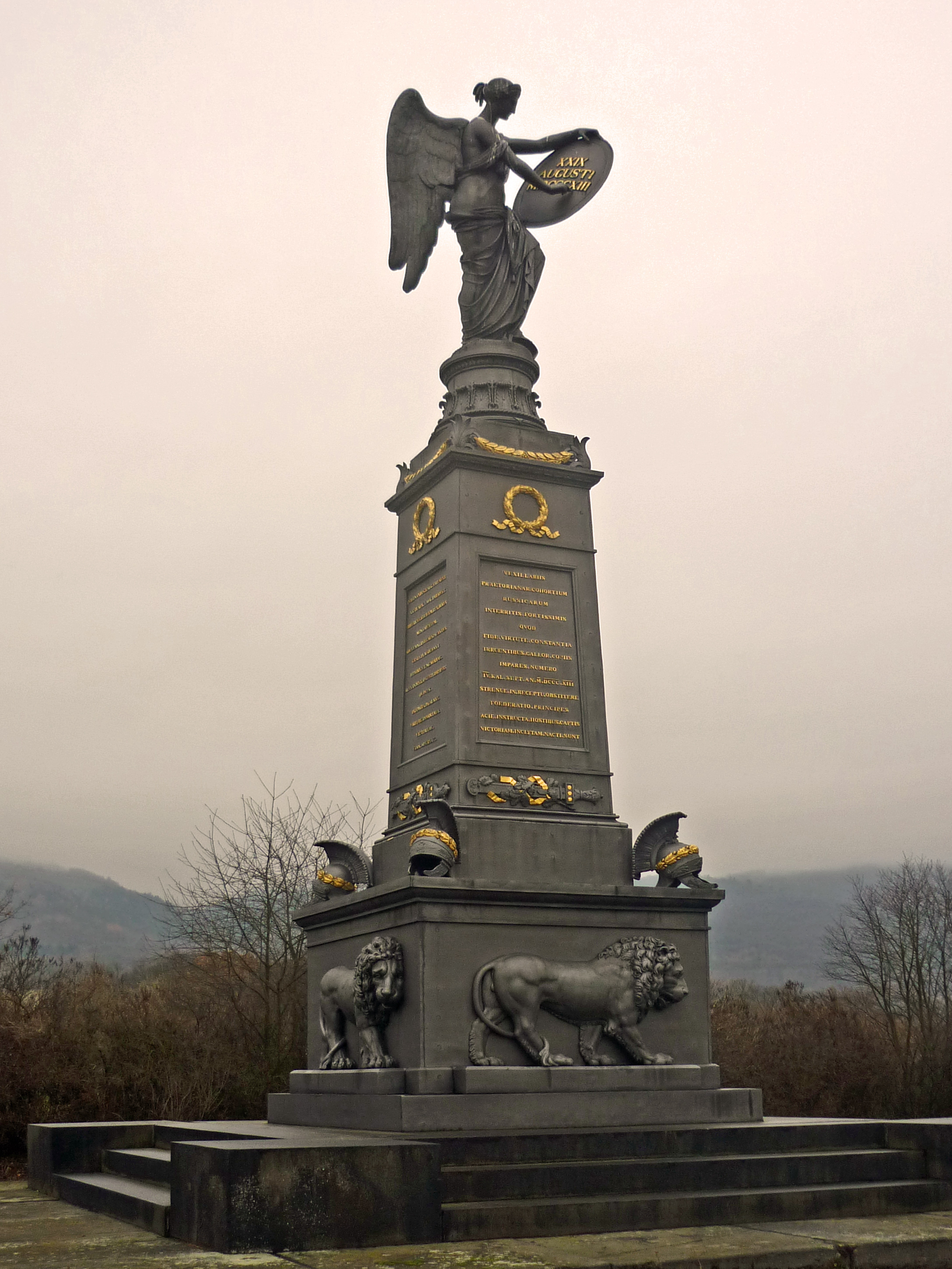
Pomník ruským vojákům

- Kaple svatého Antonína Paduánského – kaple z roku 1855 stojí v obci při průjezdní silnici, je na ní zavěšen zvon s reliéfy po stranách
- Vojenský hřbitov, hromadný hrob deseti tisíc padlých vojáků z bitvy roku 1813, nad hrobem navršená mohyla s kamenným čedičovým křížem.
- Památník bitvy u Přestanova z roku 1836 – obelisk na památku ruským vojákům navrhl architekt Peter Nobile, antickou helénskou figuru bohyně Niké upravil Josef Max a pro litinu ji zaformoval sochař Kähsmann, stejně jako reliéfy lvů na soklu. Litinové části odlila pravděpodobně Salmova železárna v Blansku.[9]